# Fucking Hell
Fucking Hell ist ein deutsches helles Bier mit einem Alkoholgehalt von 4,9 %. Markeninhaber ist ein Berliner Bierverlag, der auch den Vertrieb organisiert.

## Name
Fucking Hell ist nach der österreichischen Ortschaft Fugging benannt, deren Name bis 2020 Fucking war. Der Biername, der mit den Begriffen Hell – dem Bier Münchner Brauart – und „hell“, dem englischen Wort für Hölle, spielt, war ursprünglich kontrovers diskutiert worden, da ihn sowohl die örtlichen Amtsinhaber als auch das Europäische Harmonisierungsamt (HABM) ablehnten. Am 28. März 2010 wurde er vom HABM genehmigt, seither wird das Bier weltweit verkauft.
Auf dem Etikett ist ein von einer Künstlerin geschaffener Engel abgebildet, der den Teufel am Bart zieht. Dieses Motiv wurde von denselben Anmeldern am 31. August 2010 beim HABM unter der Nr. 9343815 zur Marke angemeldet und am 11. Januar 2011 ohne Widerspruch eingetragen.

## Geschichte
Die Marke und das Geschmacksmuster „FUCKING HELL“ wurden im Juni 2007 beim Amt der Europäischen Union angemeldet.
Nach einer Zurückweisung durch den zuständigen Prüfer wurde gegen diese Entscheidung Beschwerde eingelegt. Von der Beschwerdekammer des Europäischen Amtes für die Eintragung von Marken und Geschmacksmustern wurde die Marke daraufhin im März 2010 für eintragungsfähig befunden.
Ohne nennenswerte Werbeaktivitäten der Markeninhaber, die auch die entsprechende Vertriebsgesellschaft, die Fucking Hell GmbH betreiben, ist die Marke weltweit bekannt und verbreitet.
Von 2011 bis 2013 wurde Fucking Hell in der badischen Privatbrauerei Waldhaus gebraut. Seit 2013 hat das Brauhaus Hartmannsdorf bei Chemnitz die Produktion übernommen.